# Poecilopsis semicaledonica
Poecilopsis semicaledonica är en fjärilsart som beskrevs av Harrison. Poecilopsis semicaledonica ingår i släktet Poecilopsis och familjen mätare. Inga underarter finns listade i Catalogue of Life.